# Bajar dengan Djiwa
Bajar dengan Djiwa ([baˈjar dəˈŋan dʒiˈwa]; EYD: Bayar dengan Jiwa; lett. "Pagare con la [propria] anima") è un film del 1941 realizzato nelle Indie orientali olandesi.
Prodotto da Ang Hock Liem per la sua Union Films e diretto da R Hu, è in bianco e nero ed interpretato da A Bakar, Djoewariah, O Parma, Oedjang, RS Fatimah, Soelastri e Zonder. La sceneggiatura, scritta da Saeroen, è incentrata sugli scontri e le difficoltà di due famiglie gravate da problemi finanziari e attriti personali.
Terzo lungometraggio della casa di produzione, venne distribuito nelle sale nel febbraio del 1941, con un battage pubblicitario che sottolineava il realismo della storia. La critica ne elogiò la recitazione, il romanticismo e l'umorismo. Al netto di alcune proiezioni avvenute almeno fino al 1943, più di un anno dopo la chiusura della Union a seguito dell'occupazione giapponese delle Indie orientali olandesi, l'opera, come tutte le altre dello studio, è considerata perduta.

## Trama
Basuki e Suryati sono una coppia di sposi in continuo conflitto, per via delle differenti personalità: il primo è un pensatore interessato alle condizioni socio-politiche del suo Paese, mentre la seconda pensa solo a sé stessa. Parallelamente Supini si lamenta del compagno Umar, il quale sperpera tutto il denaro di famiglia, contraendo dei debiti. Per sanarli, i due sono costretti a vendere la figlia Djuliah a uno strozzino di nome Asnan, una mossa che spezza il cuore del ragazzo della fanciulla, Ruhiyat. Tutto ciò è inframmezzato da alcuni siparietti comici tra due servi, Icah e Djemblug.

## Produzione

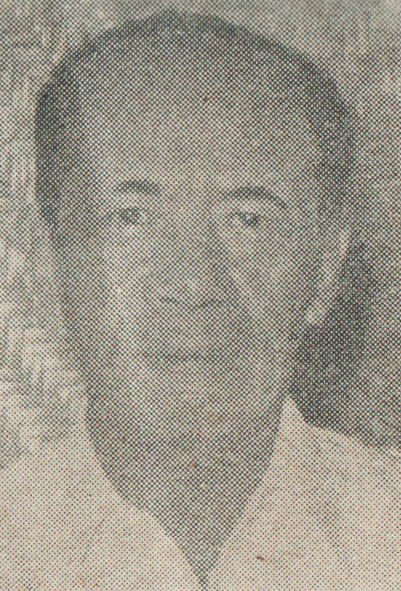
Lo sceneggiatore Saeroen (qui nel 1958)

Bajar dengan Djiwa, girato in bianco e nero, venne diretto da R Hu, alla sua seconda regia per la Union Films immediatamente dopo Harta Berdarah (dello stesso anno), in collaborazione con Rd Ariffien. Prodotto dal fondatore dello studio Ang Hock Liem, fu sceneggiato dal giornalista Saeroen, anch'egli proveniente dal successo di Harta Berdarah e che aveva già avuto esperienza con la Tan's Film, e venne interpretato da Bakar, Djoewariah, O Parma, Oedjang, RS Fatimah, Soelastri e Zonder nei ruoli principali, e da Itjang Ali, Haroen, Oesman, Komoeng, Ijem e Moesa in quelli secondari. Alcuni interpreti, come ad esempio Soelastri e Fatimah, erano già apparsi in Kedok Ketawa, prima produzione della Union del 1940, mentre altri, tra i quali figurano Moesa e Zonder, avevano compiuto il loro debutto in Harta Berdarah. Djoewariah, un'attrice teatrale e cantante kroncong, rappresentò invece un nuovo acquisto.

## Distribuzione
Il lungometraggio uscì nelle sale nel febbraio 1941. A luglio dello stesso anno venne proiettato a Singapore, all'epoca parte della Malesia britannica, mentre nelle Indie orientali fu vietato ai minori di 17 anni. Una sua trasposizione letteraria, scritta da Saeroen stesso, venne pubblicata dalla casa editrice Kolff-Buning, con sede a Yogyakarta. Le pubblicità dell'epoca, alcune delle quali si riferivano al film con il titolo olandese Met den Dood Betaald, enfatizzavano il realismo del modo in cui veniva rappresentata la vita coniugale.

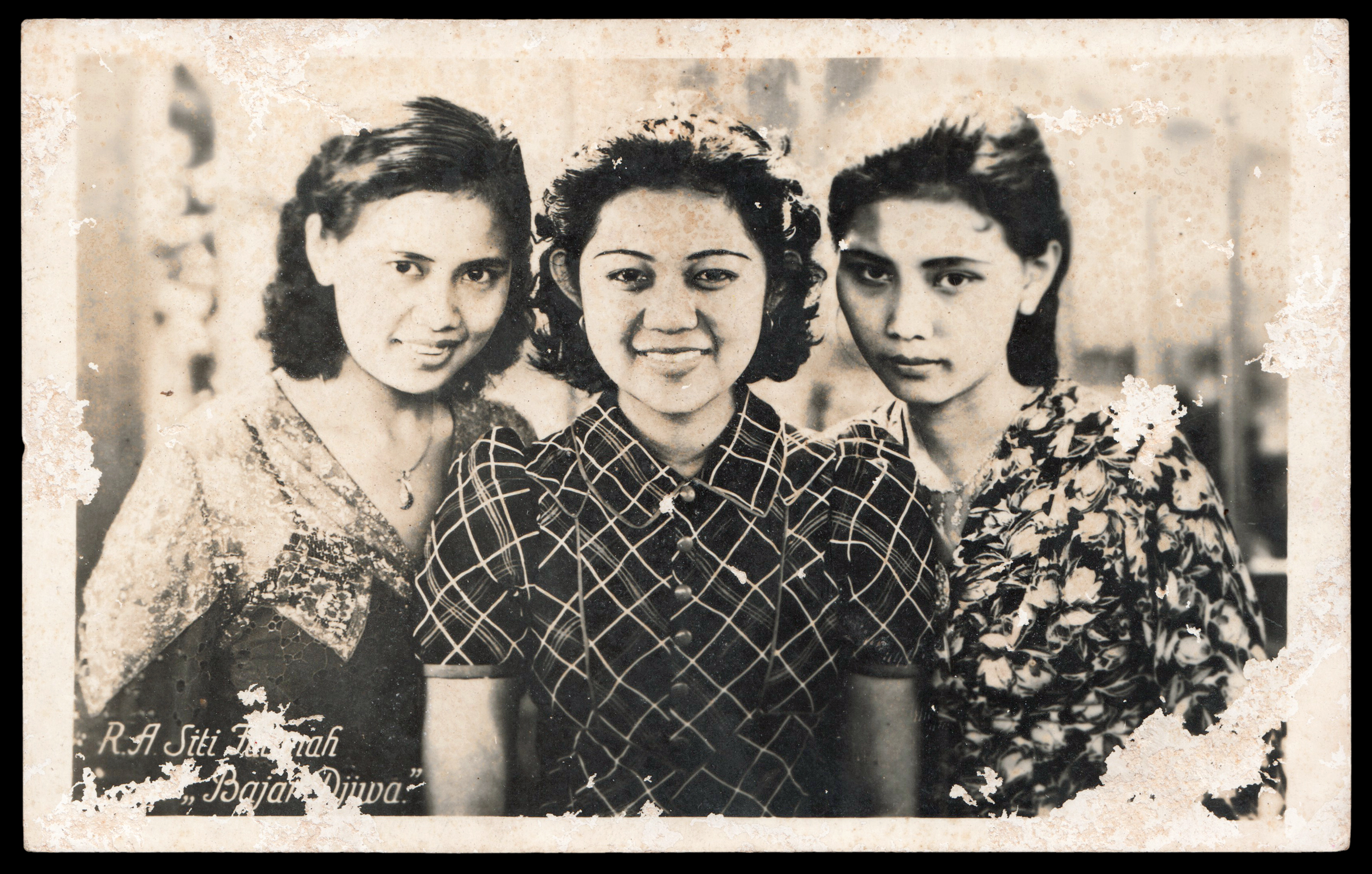
Djoewariah, RS Fatimah e Soelastri in una cartolina pubblicitaria del film

## Accoglienza
Un recensore del periodico Java Bode trovò la pellicola una delle migliori mai prodotte nella Malesia, con «quasi nessuna rigidità e legnosità» nella recitazione. Un altro, scrivendo per il Nieuws van den Dag voor Nederlandsch-Indië, la definì una «prova impressionante» di quanto Saeroen sapesse sulla società indigena e ne elogiò il romanticismo e l'umorismo. Nel marzo 2011 il giornalista Ade Irwansyah di Tabloid Bintang indicò la locandina dell'opera come una delle venti più belle del cinema indonesiano di tutti i tempi.

## Conservazione
Dopo Bajar dengan Djiwa, la Union Films realizzò altri quattro film (fino alla sua chiusura forzata nel marzo 1942 a seguito dell'occupazione da parte del Giappone delle Indie orientali olandesi) tutti diretti o da R Hu o da Ariffien (a parte l'ultimo, Mega Mendoeng, girato da Boen Kim Nam) e due dei quali sceneggiati da Saeroen (che sarebbe passato alla concorrente Star Film dopo Wanita dan Satria, più tardi quello stesso anno). Gran parte del cast rimase con lo studio per diverse produzioni: nella successiva Asmara Moerni (1941), ad esempio, Djoewariah recitò ancora come protagonista, accanto al debuttante Adnan Kapau Gani.
Il lungometraggio fu proiettato sino all’ottobre 1943 e si ritiene che sia ora perduto, dato che tutti i film dell'epoca erano stati girati su pellicole di nitrato di cellulosa infiammabili, che vennero deliberatamente eliminate dopo che un incendio distrusse buona parte del magazzino della Produksi Film Negara, tra il 1952 e il 1953. Di fatto l'antropologo visuale statunitense Karl G. Heider suggerì che ogni opera cinematografica indonesiana realizzata prima degli anni cinquanta sia ormai da considerarsi irrecuperabile. Tuttavia, lo storico del cinema JB Kristanto, nel suo Katalog Film Indonesia 1926-1995, riporta che diverse opere sopravvissero negli archivi della Sinematek Indonesia e il collega Misbach Yusa Biran aggiunge, scrivendo nel suo saggio Sejarah Film 1900–1950: Bikin Film di Jawa del 2009, che a salvarsi furono numerosi film di propaganda giapponesi, sfuggiti al Servizio informazioni del governo olandese.